# Индустрија у Републици Српској
Индустрија у Републици Српској, као и у читавој Босни и Херцеговини, има дугу и разноврсну традицију.

## Индустријализација
Што се тиче индустријализације у Босни и Херцеговини и Републици Српској, она започиње још у вријеме Аустроугарске монархије, крајем XIX вијека. У то вријеме се изграђују први индустријски погони. То су углавном били погони за експлоатацију угља и соли, црне металургије, дрвне индустрије и индустрије дувана. Таква структура индустрије се традиционално наставила и у каснијим периодима развоја. У периоду после Другог свјетског рата, односно социјалистичком периоду, долази до знатног развоја индустрије, нарочито црне металургије и хемијске индустрије. Једини недостатак ове индустрије је био њен неравномјерни просторни размјештај. Водећи индустријски центар у Републици Српској била је Бања Лука, у којој је био концентрисан највећи дио индустрије. Остала подручја била су индустријски слабије развијена. Још од деведесетих година прошлог вијека се налази у транзицији која још траје. То је прелазна фаза у којој се укидањем социјалистичких услова привређивања успостављају капиталистички, тржишни услови привређивања. Као посљедица грађанског рата у Босни и Херцеговини (1992-1995. године) и распада бивше Југославије, дошло је до значајних промјена у структури привреде Босне и Херцеговине, па тако и Републике Српске. Уништавање индустријских објеката у току рата, губитак тржишта и неуспјела приватизација довели су до тога да индустрија није више била доминантна привредна дјелатност. Зато у данашњој структури привреде преовладавају услужне дјелатности.

## Тешка индустрија
Тешка индустрија је у прошлости била основна грана чији се развој заснивао на лежиштима мрког угља, лигнита, боксита, олова, цинка, и тако даље. Поред металургије, развијена је и црна металургија, чији се рад заснива на преради жељезне руде из рудника Љубија и Омарска. Што се тиче обојене металургије, значајна је фабрика глинице (алуминијског оксида) „Алумина” у Зворнику која данас послује са великим потешкоћама. Сировинску базу за ову фабрику представљају рудници боксита код Милића и Власенице. Метална индустрија нема улогу какву је имала до 1992. године. Тешка хемијска индустрија је једна од најстаријих грана индустрије у Босни и Херцеговини уопште чију су основу чинили камена со, дрво, угаљ и друге сировине. Највећи петрохемијски комбинати налазе се у Модричи (рафинерија моторних уља) и Броду (рафинерија нафте).

## Лака индустрија
Дрвна индустрија представља једну од најзначајнијих привредних грана Републике Српске, а њена основа је производња резане грађе, намјештаја и производња папира. Најпознатије фабрике намјештаја налазе се у Бања Луци. Дрвна индустрија остварује око 14,9% укупно остварене производње прерађивачке индустрије и 19,1% укупног извоза прерађивачке индустрије, те запошљава 11.186 радника или 28,0% укупно запослених радника прерађивачке индустрије. Прехрамбена индустрија обухвата индустрију шећера, уља, млијека, меса, прераде воћа, поврћа, млинску и индустрију безалкохолних и алкохолних пића. Значајнија прехрамбена предузећа у Републици Српској се налазе у Козарској Дубици, Приједору, Бања Луци, Дервенти, Бијељини и Требињу. Сировине за текстилну индустрију су памук, вуна, лан, конопља, синтетичка влакна и друге. Највећи центар за текстилну индустрију у Републици Српској је Бања Лука. Сектор текстила, коже и обуће запошљава 30,0% укупно запослених радника прерађивачке индустрије и остварује 17,4% укупно оствареног извоза прерађивачке индустрије. Тренутно, у овом сектору послује 166 предузећа, која запошљавају 12.015 радника, стручно оспособљених за обављање ових дужности.